# Greenwich Park
El Parque Real de Greenwich (del inglés: Greenwich Park) es un antiguo coto de caza en Greenwich y constituye uno de los mayores espacios verdes en el sureste de Londres. Uno de los Parques Reales de Londres, el primero en ser creado (en 1433), cubre 74 hectáreas (182,9 acre) y es Patrimonio de la Humanidad de la Unesco desde 1997. Tiene hermosas vistas sobre el río Támesis, la Isle of Dogs y la City de Londres. 